# یواس‌اس سکو (وای‌تی-۳۱)
یواس‌اس سکو، (وای‌تی-۳۱) (به انگلیسی: USS Saco (YT-31)) یک کشتی بود که طول آن ۹۰ فوت (۲۷ متر) بود. این کشتی در سال ۱۹۱۸ ساخته شد.